# Biljana Petrović
Biljana Petrović (Yugoslavia, 28 de febrero de 1961) es una atleta yugoslava retirada especializada en la prueba de salto de altura, en la que ha conseguido ser subcampeona europea en 1990.

## Carrera deportiva
En los Juegos Mediterráneos de Casablanca de 1983, ganó la medalla de plata en el salto de altura, saltando por encima de 1.86 metros, tras la francesa Maryse Ewanjé-Épée  (oro con 1.89 metros).
En el Campeonato Europeo de Atletismo de 1990 ganó la medalla de plata en el salto de altura, con un salto por encima de 1.96 metros, siendo superada por la alemana Heike Henkel (oro con 1.99 m) y por delante de la soviética Yelena Yelesina (bronce también con 1.96 metros pero en más intentos).